# مارتن دي رون
مارتن إلكو دي رون (بالهولندية: Marten Elco de Roon) (29 مارس 1991 هولندا - ) هو لاعب كرة قدم هولندي، يلعب كلاعب وسط لصالح نادي أتالانتا الإيطالي.

## وصلات خارجية
مارتن دي رون على موقع الاتحاد الدولي (مؤرشف)  (الإنجليزية)
- مارتن دي رون على موقع الاتحاد الأوربي (الإنجليزية)
- مارتن دي رون على موقع قاعدة بيانات كرة القدم.إي يو (الإنجليزية)
- مارتن دي رون على موقع ناشيونال فوتبول تيمز (الإنجليزية)
- مارتن دي رون على موقع Soccerbase.com (لاعب) (الإنجليزية)
- مارتن دي رون على موقع Soccerway.com (الإنجليزية)
- مارتن دي رون على موقع عالم كرة القدم.نت (الإنجليزية)
- مارتن دي رون على موقع AS.com (الإسبانية)